# Беттистаун
Беттистаун (англ. Bettystown; ирл. Baile an Bhiataigh) — деревня в Ирландии, находится в графстве Мит (провинция Ленстер). Население 2059 человек. Железнодорожная станция, связывающая деревню с Дублином открыта на 25 мая 1844 года.
В этой деревне была в августе 1850 года найдена знаменитая брошь из Тары.